# Lehrlova vila
Lehrlova vila je neorenesanční vila v Žatci.

## Historie
Dům byl vybudován v roce 1904. V minulosti v něm sídlila školní jídelna a banka. Od roku 1994 je kulturní památkou. V roce 2024 byl objekt využíván jako kulturní a umělecké centrum.

## Architektura
Jedná se o trojkřídlý nárožní objekt. Hlavní průčelí, orientované do Komenského aleje, je zvýrazněno centrálním rizalitem se štítem. V bočním průčelí je rizalit podobného charakteru, ale mělký. Nároží dominuje dvoupatrový válcový arkýř. Fasády kombinují režnou cihlu a omítku. Střecha je valbová. V interiéru se dochovaly původní štukové dekorace.